# 1936 في سويسرا
فيما يلي قوائم الأحداث التي وقعت خلال عام 1936 في سويسرا.

## رياضة
- 1 يناير – بطولة العالم لسباق الدراجات على الطريق 1936
- 1 يناير – بطولة العالم للدراجات على المضمار 1936

## مواليد

### يناير
- 6 يناير – أنتون أليمان لاعب كرة قدم سويسري.

### فبراير
- 1 فبراير – هاينز مولر

### مارس
- 10 مارس – جوزيف بلاتر رئيس سابق للإتحاد الدولي لكرة القدم ( الفيفا ).
- 19 مارس – أورسولا أندريس

### أبريل
- 6 أبريل – رينيه مورر

### ديسمبر
- 13 ديسمبر – آغا خان الرابع
- 27 ديسمبر – إرنست فوكس درّاج طريق سويسري.

## وفيات

### فبراير
- 28 فبراير – كارل موسر (مواليد 1860) مهندس معماري سويسري.

### مايو
- 5 مايو – أليكساندر بيرير (مواليد 1862) رسام سويسري.

### أكتوبر
- 26 أكتوبر – يوجين جوزيف فينكلر (مواليد 1912) كاتب ألماني.